# ¡Despertad, oh jóvenes de la nueva era!
¡Despertad, oh jóvenes de la nueva era! (Atarashii hito yo mezameyo) es una novela del escritor Kenzaburo Oé publicada en 1983.
El texto está centrado en la relación de K (el propio Oé) con su hijo que padece una hidrocefalia. A través del análisis minucioso de los textos y pinturas de William Blake el protagonista establece paralelismos con los aspectos más esenciales y sutiles de la relación con su hijo y el resto de miembros de su familia. Los textos de Blake se transforman en una forma vital de comprender a su hijo.
El protagonista analiza su vida, su relación con su padre, sus posicionamientos políticos, así como también su papel como escritor dentro de la sociedad.